# 日本浪曼派
日本浪曼派（にほんろうまんは）は1930年代後半に、保田與重郎らを中心とする近代批判と古代賛歌を支柱として「日本の伝統への回帰」を提唱した文学思想。およびその機関誌（1935年3月創刊、1938年3月終刊）名。また、その理念や作風を共有していたと考えられる作家たちをさす。
※なお本稿では、機関誌の表記「日本浪曼派」で統一する。

## 作家と影響
同時代背景により、文学思想を超えて、右傾的側面が青年層に絶大な影響を与えた。機関誌は、保田與重郎が主宰。このほか、神保光太郎、亀井勝一郎、中島栄次郎、中谷孝雄、緒方隆士、が創刊メンバー。伊東静雄、太宰治、檀一雄、駒田信二、浅野晃、中河與一らも同人として加わる。周辺人脈には斎藤清衛、蓮田善明、清水文雄、田中克己、中原中也、三島由紀夫などがいた。彼ら掲載同人および周辺人脈は、必ずしも保田らと意見や態度が一致していた訳ではない。プロレタリア文学運動の壊滅による文学界の暗い空気を一掃。またはその代替思潮の受け皿となった事実がある。オンデマンドで復刻刊行されている。
- 『復刻版 日本浪曼派』（全4冊別冊付録）、雄松堂出版、2007年（現：丸善雄松堂）
- 『復刻版 文藝文化』 創刊号（昭和13年7月）～終刊号（昭和19年8月）、全7冊・別冊付録、同上、2007年

## 批判・論評
批判としては、同時代に雑誌『人民文庫』に拠った武田麟太郎他によるものがあり、『人民文庫』代表と『日本浪曼派』代表との間の座談会も企画された（未來社刊行の『現代日本文学論争史』の中巻、「日本浪曼派論争」に収録されている）。
立原道造の友人であった杉浦明平（戦後の一時期日本共産党員だった）は、立原の才能を惜しむ立場から、戦後まもなく刊行した『暗い夜の記念に』（風媒社で新版再刊）などで保田たちの戦時中の行動を激しく批判した。
橋川文三は、初期代表作『日本浪曼派批判序説』（未來社、初刊1960年）で、日本浪曼派の基盤も含め深く分析している。
三島由紀夫は、30代後半に著した「私の遍歴時代」で、国文学の師・清水文雄や蓮田善明が主宰した『文藝文化』（日本浪曼派系の文芸誌）に関し「戦争中のこちたき指導者理論や国家総力戦の功利的な目的意識から、あえかな日本の古典美を守る城砦であつた」と回想している。

## 資料文献
- 『日本文学研究資料叢書 日本浪曼派』（有精堂、1977年）
- 『ユリイカ 詩と批評　特集 日本浪漫派とは何か』[2]（1975年10月号、青土社）
- 『国文学 解釈と鑑賞 日本浪漫派とは何か』（1979年1月号、至文堂）
- 『保田與重郎文庫19 日本浪曼派の時代』（新学社文庫、1999年）- 初版（至文堂、1969年）
- 『近代浪曼派文庫33「日本浪曼派」集』（新学社文庫、2007年）
- 『日本浪曼派とはなにか 復刻版「日本浪曼派」別冊』雄松堂書店、1971年。オンデマンド版、2007年